# Condecoración Austriaca de las Ciencias y las Artes
La Condecoración Austriaca para la Ciencia y el Arte (en alemán: Österreichisches Ehrenzeichen für Wissenschaft und Kunst) es una condecoración estatal de la República de Austria y forma parte del sistema de honores nacionales de Austria .

## Historia
La "Condecoración austriaca de la ciencia y el arte" fue establecida por el Consejo Nacional como honor por logros científicos o artísticos mediante la Ley Federal de mayo de 1955 (Gaceta de leyes federales n.º 96/1955, modificada por el BGBl I n.º 128/2001). Al mismo tiempo, el Consejo Nacional también estableció la "Cruz de Honor de Austria para la Ciencia y el Arte", que se concede como "Cruz de Honor de Primera Clase" (en alemán: Ehrenkreuz 1. Klasse) y "Cruz de Honor" (en alemán: Ehrenkreuz). Aunque técnicamente no se consideran clases inferiores de la Condecoración de la Ciencia y el Arte, estas cruces están afiliadas a ella.

## Divisiones

### Cruz de Honor a la Ciencia y el Arte
El número de beneficiarios vivos de la Condecoración por Ciencias y Artes está limitado a un máximo de 72 en un momento dado (36 beneficiarios para ciencias y 36 para artes). En cada uno de estos dos grupos hay 18 ciudadanos austriacos y 18 extranjeros.

### Cruz de Honor a las Ciencias y las Artes, Primera Clase
No hay límites en el número de destinatarios.

### Condecoración para la Ciencia y el Arte
No hay límites en el número de destinatarios.

## Precedencia
| Calificación                                        | Anterior                                                                                  | Siguiente                                                                  |
| --------------------------------------------------- | ----------------------------------------------------------------------------------------- | -------------------------------------------------------------------------- |
| Condecoración para la Ciencia y el Arte             | Gran Condecoración de Honor en Plata con Estrella por Servicios a la República de Austria | Gran Condecoración de Honor en Oro por Servicios a la República de Austria |
| Cruz de Honor de las Ciencias y las Artes 1.ª Clase | Condecoración al Mérito Militar                                                           | Gran Condecoración de Honor por Servicios a la República de Austria        |
| Cruz de Honor a la Ciencia y el Arte                | Gran Condecoración de Honor por Servicios a la República de Austria                       | Condecoración de Honor en Oro por Servicios a la República de Austria      |

## Destinatarios

### Condecoración para la Ciencia y el Arte
- 1957: Clemens Holzmeister, arquitecto
- 1959: Max Mell, escritor
- 1959: Alfred Verdross, jurista
- 1960: O. W. Fischer, actor
- 1961: Herbert von Karajan, conductor; Rudolf von Laun, abogado internacional
- 1964: Edmund Hlawka,matemático; Ernst Lothar, escritor y director
- 1966: Ludwig von Ficker, escritor y editor
- 1967: Karl Heinrich Waggerl, escritor; Lise Meitner, físico
- 1969: Anny Felbermayer, soprano
- 1971: Fritz Wotruba, arquitecto y artista
- 1972: Elias Canetti, escritor
- 1974: Gottfried von Einem, compositor
- 1974: Paul Hörbiger, actor
- 1975: Hans Tuppy, biochemist; Robert Stolz, compositor
- 1976: Friedrich Torberg, escritor y traductor; Manfred Eigen, químico
- 1977: Ernst Schönwiese, escritor
- 1978: Hans Nowotny, químico
- 1979: Roland Rainer, arquitecto; Max Weiler, artista
- 1980: Alfred Uhl y Marcel Rubin, compositores; Fritz Hochwälder, escritor; Karl Popper, filósofo y teórico de la ciencia
- 1981: Gertrud Fussenegger, escritor; Werner Berg, pintor
- 1982: Heinrich Harrer, alpinista; Jacqueline de Romilly, filólogo
- 1983: Hans Plank, pintor
- 1985: Erika Mitterer, escritor
- 1985: Joannis Avramidis, pintor y escultor
- 1986: Johann Jascha, artista
- 1987: Friederike Mayröcker, escritor
- 1988: Dietmar Grieser, escritor y periodista
- 1990: Ernst Jandl, escritor; Hans Hollein, arquitecto
- 1991: H.C. Artmann, escritor
- 1992: Carlos Kleiber, director de orquesta; Krzysztof Penderecki, compositor
- 1993: Margarete Schütte-Lihotzky, arquitecto; Peter Schuster, químicot; Gottfried Biegelmeier, físico; Walter Thirring, físico; Albert Eschenmoser, químico; Albrecht Schöne, filólogo; Günther Wilke, químico
- 1994: Josef Mikl, pintor; Erwin Chargaff, químico
- 1995: Horst Stein, director de orquesta
- 1996: Siegfried Josef Bauer, meteorólogo y geofísico
- 1997: Bruno Gironcoli, artista; Kurt Schwertsik, compositor; Hans Hass, biólogo; Robert Walter, jurista; Albrecht Dihle, filólogo clásico; Cassos Karageorghis, arqueólogo; Klemens von Klemperer, historiador
- 1998: Hans-Jörg Wiedl experto en reptiles Helmut Denk, patólogo
- 1999: Carl Pruscha, architecto; Elisabeth Lichtenberger, geógrafa; Karl Acham, sociólogo; Walter Kohn, físico
- 2000: Paul Kirchhof, abogado constitucionalista y fiscalista; Hans Müllejans, preboste; Herwig Wolfram, historiador; Gerardo Broggini, abogado
- 2001: Anton Zeilinger, físico experimental
- 2002: Arik Brauer, pintor, poeta y cantante; Peter Wolf, productor y compositor de origen austriaco; Eugen Biser, filósofo religioso; Horst Dreier, filósofo jurídico; Elliott H. Lieb, físico y matemático; Bogdan Bogdanović, arquitecto.
- 2003: Hermann Fillitz, historiador del arte; Wolfgang M. Schmidt, matemático
- 2004: Klaus Wolff, dermatólogo
- 2005: Václav Havel,escritor, disidente y expresidente de la República Checa; Christian Attersee, pintor; Eric Kandel, neurocientífico; Peter Palese, virólogo
- 2006: Bruno Ganz, actor; Stephen Toulmin, filósofo; Christian Meier, historiador; Pierre Soulages, pintor; Michael Mitterauer, historiador
- 2007: Otto Tausig, actor
- 2008: Marina Abramović, artista de performance
- 2009: Mati Sirkel, traductor
- 2010: Paul Holdengräber, comisario[1]
- 2012: Christoph Waltz, actor, director.
- 2013: Gerhard Rühm, autor, compositor, artista
- 2014: Abbas Kiarostami, director de cine, guionista, fotógrafo

### Cruz (y Cruz de 1.ª Clase)
- 1960: Karl Schiske, compositor

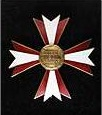
Cruz de Honor a las Ciencias y las Artes, Primera Clase

- 1961: Günther Baszel, artista; Ernst Lothar, autor y director
- 1965: Kurt Roger, compositor/profesor Georg Szell Director Nathan Milstein Violín
- 1966: Herbert Zipper, director de orquesta/educador musical/compositor
- 1967: Maria Augusta von Trapp, matriarca de los Trapp Family Singers
- 1968: Alphons Barb, autor
- 1970: Enver Čolaković, escritor y poeta
- 1971: Gustav Zelibor, pianista y director de orquesta
- 1974: Erika Mitterer, escritora; Marcel Rubin, compositor; Arthur Hilton, químico,
- 1975 Karl Menger, matemático
- 1976: Wolfgang Mayer König, escritor
- 1977: Wolfgang Rehm, musicólogo
- 1978: Kurt Neumüller, pianista y pedagogo
- 1980: Alfred Uhl, compositor
- 1981: Thomas Christian David, director de orquesta, compositor, flautista.
- 1982: Margareta Sjöstedt

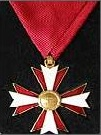
Cruz de Honor a la Ciencia y el Arte

- 1983: Walter Bitterlich, ingeniero forestal, Wolf Häfele, físico
- 1984: Frank Sinatra, cantante y actor, Fritz Muliar, actor y director, Ludwig Schwarzer, painter
- 1987: Sir Malcolm Pasley, literato y filólogo; Alois Hergouth, escritora y poeta; Helen Adolf, literata y lingüista[2]
- 1989: Norbert Pawlicki, pianista y compositor
- 1994: Christian M. Nebehay, marchante de arte y escritor
- 1996: Ronald S. Calinger, Historiador americano de las matemáticas; Fausto Cercignani, Erudito, ensayista y poeta italiano; Quirino Principe, filósofo de la música y dramaturgo italiano
- 1997: Herbert Willi, compositor; Lucian O. Meysels, escritor; Ernest Manheim, sociólogo estadounidense de origen húngaro
- 1998: Senta Berger, actriz, Kiki Kogelnik, artista (premio póstumo), Edith Neumann, microbióloga,[3] Edmund Engelman, judío-austriaco, más tarde fotógrafo e ingeniero estadounidense
- 1999: Peter Simonischek, actor, Erich Gruen, historiador.
- 2001: Klaus-Peter Sattler, compositor, Hermann Maurer, informático, Walter Homolka, rabino; Hannspeter Winter, físico; Johann Grander, inventor.
- 2002: Fabio Luisi, director de orquesta italiano, Kurt Rudolf Fischer, filósofo, Wolfdietrich Schmied-Kowarzik, filósofo; John Ross, químico; Seiji Ozawa, director de orquesta
- 2003: Erich Schleyer, actor y autor, Günther Granser, economisat
- 2004: Oswald Oberhuber, artista, Hans Winter, patólogo veterinario
- 2005: Gottfried Kumpf,pintor, arquitecto, escultor, Georg Ratzinger, maestro de coro, Heinz Zemanek, pionero de la informática
- 2006: Peter Ruzicka, Compositor y director artístico alemán, Lothar Bruckmeier, pintor, Peter Wegner, informático, Elisabeth Leonskaja, Russian pianist, Richard Kriesche, artista[4][5]
- 2007: Herbert W. Franke, científico, escritor, artista; Hans Walter Lack, botánico; Josef Burg, escritor; Reginald Vospernik, director de instituto; Nuria Nono-Schönberg, Lawrence Schönberg, Ronald Schönberg, los tres hijos de Arnold Schoenberg.
- 2008: Gerhard Haszprunar, zoólogo; Ernst von Glasersfeld, constructivista austroamericano, Michael Ludwig, Michael Kaufmann, gestor de la cultura alemana; Reinhard Putz, anatomista; Jessye Norman, soprano estadounidense; Hannes Androsch, Ministro de Finanzas y Vicecanciller a.D.; Gerald Holton, físico e historiador de la ciencia
- 2008: Arvo Pärt, Compositor estonio
- 2009: Grita Insam, galerista; Hans Werner Scheidl, periodista y autor; Stefan Größing, científico del deporte; Bruno Mamoli, especialista en neurología y psiquiatría; Fredmund Malik, científico de gestión;[6][7] Theodore Bikel; Hans Werner Sokop, poeta y traductor.
- 2010: Boris Pahor, escritor esloveno
- 2011: Harry Schachter, bioquímico canadiense
- 2012: Hilde Hawlicek, exministro austriaco
- 2012: Ronny Reich, arqueólogo israelí
- 2013: Uroš Lajovic, director de orquesta esloveno; Peter Bogner (historiador del arte), historiador del arte
- 2015: Jan M. Ziolkowski, medievalista y latinista estadounidense
- 2015: Richard Gisser, demógrafo
- 2017: Julius Rebek Jr., químico estadounidense; Michael Schratz, científico de la educación[8]
- 2019: nl, historiador holandés
- 2021: Jesús Padilla Gálvez, filósofo español
- 2021: August Reinisch, Abogado austriaco

### Pérdida
La confiscación de este honor se hizo posible con la Gaceta de Leyes Federales I n.º 128/2001, que modificó la Ley § 8a. Esta ley permite al Gobierno despojar a los galardonados de sus honores si los considera indignos. El ejemplo más conocido es el del médico nazi Heinrich Gross.
El 5 de agosto de 2008, el ministro de Ciencia de Austria, Johannes Hahn, decidió no retirar el premio al inventor Johann Grander